# Sivko-Bourko

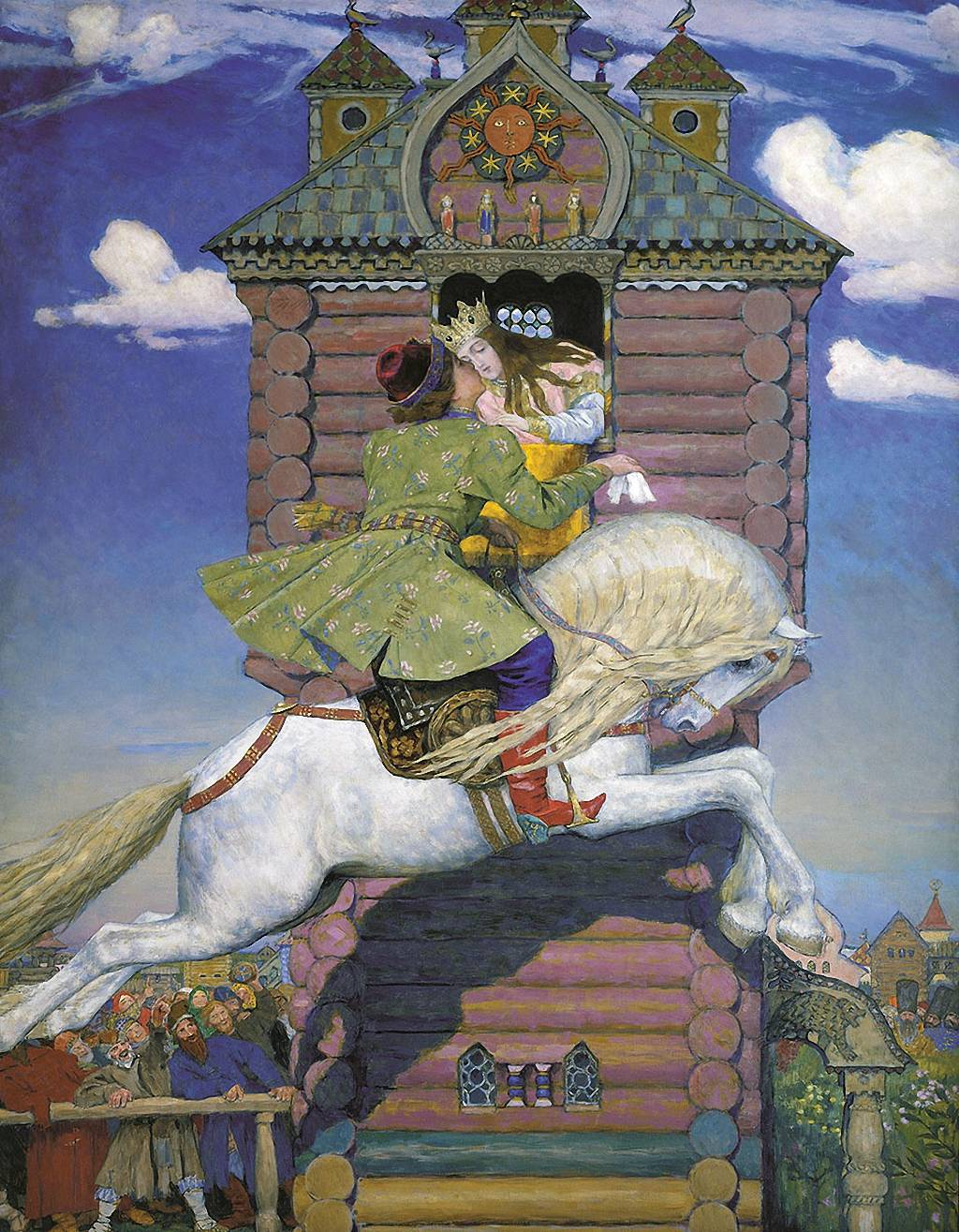
Sivka-Bourka, par Viktor Vasnetsov

Sivko-Bourko, ou Sivka-Bourka (en russe : Сивко-Бурко, Сивка-Бурка) est un cheval magique qui apparaît dans différents contes du folklore russe et slave oriental en général. Son nom signifie « à la robe gris-brun ». Il est associé au conte-type AT 530, La Princesse sur la montagne de verre (АА 530A, Sivko-Bourko dans l'Index d'Andreev), et se rapproche aussi d'une version du conte-type ATU 505, Le Mort reconnaissant.

## Le conte
Quatre versions du conte proprement dit, numérotées initialement 105a, 105b, 105c, 106a (179 / 180 / 181 / 182 dans l'édition de 1958) figurent dans les Contes populaires russes d'Alexandre Afanassiev. Les deux premières et la dernière ont été traduites en français par Lise Gruel-Apert. Divers autres contes font référence à Sivko Bourko ou l'évoquent.
Le conte présente de nettes similitudes avec l'histoire de Cendrillon ; le héros, Ivan, représentant un équivalent masculin de celle-ci (il passe son temps auprès du poêle, est en loques et couvert de suie, méprisé et moqué par ses frères aînés ; la scène du bal, à laquelle Cendrillon se rend incognito, est remplacée ici par une épreuve rappelant les romans de chevalerie). Sivko-Bourko représente l'auxiliaire surnaturel du conte (la fée marraine dans Cendrillon).

### Versions d'Afanassiev

#### Version 105a / 179

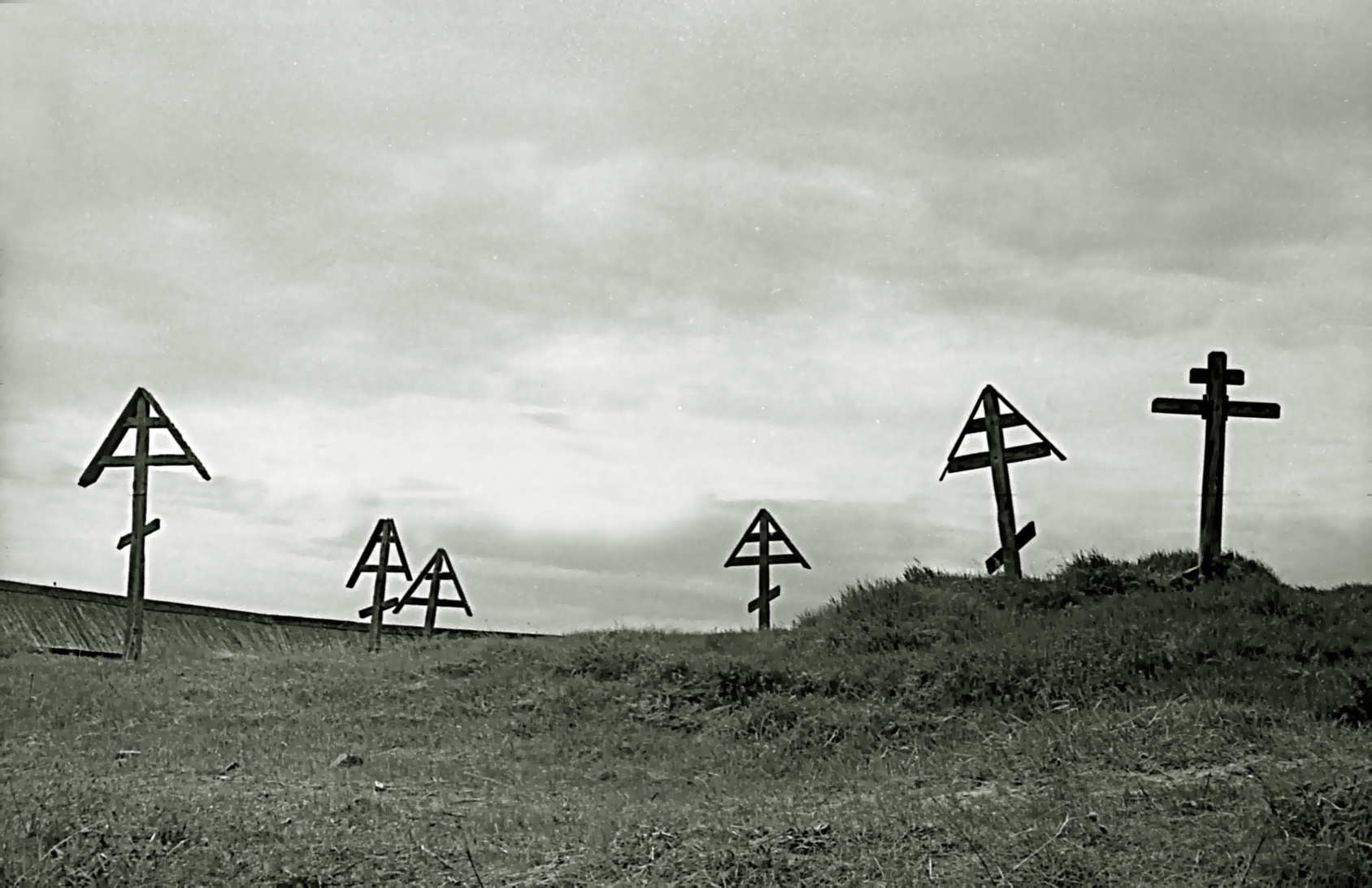
Cimetière de vieux-croyants à Kiji.

Cette version a été recueillie auprès d'un paysan du gouvernement de Perm.
Un vieux a trois fils. Au moment de sa mort, il leur demande de passer chacun une nuit sur sa tombe. Les deux fils aînés se dérobent, et c'est le plus jeune, Ivan l'Idiot, qui se dévoue. Chaque nuit, à minuit, le père sort de sa tombe, demande qui le veille, puis, reconnaissant Ivan, il invoque le cheval magique Sivko-Bourko et le lui présente, recommandant au cheval de servir son fils comme il a servi le père.
Un jour, le tsar fait annoncer que la main de sa fille ira à qui parviendra à décrocher le portrait de la princesse, suspendu au balcon du palais. Les deux frères aînés décident d'aller voir qui sera le vainqueur. Comme Ivan veut y aller aussi et réclame une monture, ils lui laissent une vieille rosse, pour se moquer de lui. Ivan tue la rosse, l'écorche et suspend sa peau à une haie, jetant la chair ; puis il appelle Sivko-Bourko, entre par une de ses oreilles, ressort par l'autre, transfiguré. Fendant la foule, il fait bondir son cheval qui manque de peu arriver à hauteur du portrait. Ivan rentre à pied, ses frères lui racontent la scène à laquelle ils ont assisté, mais se moquent de lui quand il suggère qu'il pourrait être lui-même le hardi chevalier. Le même épisode se reproduit une deuxième fois ; à la troisième, Ivan, toujours incognito et monté sur Sivko-Bourko, décroche le portrait et la serviette brodée de la princesse, et disparaît à nouveau.
Le tsar organise un grand bal, auquel se rendent les frères aînés, ainsi qu'Ivan, qui reste caché derrière le poêle. La princesse cherche en vain celui qui serait en possession de sa serviette brodée. Le lendemain, au cours d'un nouveau bal, elle découvre Ivan, en loques, couvert de suie, derrière le poêle, lui sert à boire : Ivan lui montre la serviette, et la princesse le présente à son père comme son fiancé. Malgré l'indignation des deux frères, le mariage est célébré, et Ivan l'Idiot devient le fier gaillard Ivan, gendre du tsar. Les frères comprennent enfin « ce que signifiait aller dormir sur la tombe de son père ».

#### Version 105b / 180
Recueillie dans le gouvernement de Koursk.
Cette version est similaire à la précédente, mais plus brève ; le jeune fils, chétif, s'appelle Vania (diminutif de Ivan), et la princesse Hélène-la-Belle. L'épreuve destinée à désigner le fiancé de la princesse consiste à faire bondir son cheval assez haut pour parvenir à embrasser la princesse au vol. Grâce à Sivko-Bourko, Ivan, à sa deuxième tentative, parvient à embrasser Hélène sur les lèvres, puis il disparaît, avant de rentrer chez lui comme si de rien n'était.
Le lendemain, il y a fête au palais. Hélène cherche des yeux le hardi chevalier, et finit par le reconnaître habillé en paysan. Elle l'épouse bientôt, et Ivan, devenu « malin, brave et beau », a désormais l'allure d'un roi lorsqu'il parade sur son cheval ailé.

#### Version 105c / 181
Cette version, collectée dans le gouvernement de Grodno, figure en biélorusse dans l'édition originale.
Dans cette version, les fils aînés se rendent chacun à leur tour sur la tombe de leur père, mais ils s'endorment et retournent chez eux sans avoir rien vu. Le plus jeune (l'idiot) veille, et à minuit lui apparaît un cheval magique, à la robe et à la crinière d'or et d'argent, portant une bride incrustée de pierres précieuses. Ivan se saisit du cheval, mais celui-ci lui demande de le relâcher, l'assurant qu'il lui suffira de siffler pour qu'il accoure à son aide. Ivan obéit et rentre chez lui.
Le tsar annonce l'épreuve qui désignera le futur époux de la princesse. Les frères aînés se rendent à la cour pour tenter leur chance ; Ivan, resté à la maison, siffle Sivko-Bourko qui l'emmène. En chemin, il dépasse ses frères et les frappe pour se venger. La foule se presse à la cour. Aucun prétendant ne parvient à faire bondir son cheval assez haut pour prendre son anneau à la princesse ; Ivan y parvient presque. Le lendemain et le surlendemain, l'épreuve se poursuit : Ivan enfin parvient à se saisir de l'anneau en rentre chez lui se blottir derrière le poêle. Les frères, à leur retour, lui racontent ce qui s'est passé, n'ayant pas reconnu Ivan sous les traits du chevalier.
Le tsar fait convoquer toute la population : on recherche qui porte l'anneau, et on finit par le trouver au doigt d'Ivan. Les serviteurs l'emmènent pour le présenter à la princesse, lui ordonnant au préalable de se laver et lui fournissant des vêtements propres. Ivan refuse les vêtements, déclarant qu'il possède les siens. Il siffle Sivko-Bourko et se présente à la cour richement vêtu. La princesse, en l'apercevant, tombe amoureuse de lui et l'épouse bientôt. Le tsar est ravi et lui fait don de son royaume.

#### Version 106a / 182
Cette version (recueillie par le folkloriste Pavel Iakouchkine et incluse dans la collection manuscrite de Piotr Kireïevski, à qui Afanassiev l'a empruntée) est similaire aux précédentes, mais elle se continue par une seconde séquence, au cours de laquelle Ivan doit partir à la recherche d'animaux d'or (une cane, une truie, une cavale). Les deux autres gendres du tsar tentent de s'attribuer le mérite des exploits d'Ivan, mais celui-ci les confond.

### Autres versions russes

#### Khoudiakov: Contes grand-russes
Le conte n° 50 du recueil de Khoudiakov (vol. 2) s'intitule Sivka-Bourka cheval prophétique. La première séquence est très semblable aux versions d'Afanassiev. Dans la deuxième séquence, le héros est envoyé par son beau-père le tsar à la recherche successivement de l'Oiseau de feu, d'un rossignol merveilleux, et du cerf aux bois d'or. Sivko-Bourko les trouve pour lui, mais il les abandonne à ses beaux-frères en échange d'un doigt de leur main, de leur pied, et d'une lanière de peau du dos, grâce à quoi il pourra finalement reconnaître sa valeur par le tsar, à la grande joie de sa femme.

#### Le Gaillard d'acier
Sivko-Bourko apparaît dans un loubok du XVIIIe siècle, Skazka o Boulate-molodtse (Le Conte du Gaillard d'acier), qui pour l'essentiel se rapproche de l'histoire de Front-de-cuivre. Ici, c'est le Gaillard d'acier (alias Front-de-cuivre) qui fait don à Ivan-tsarévitch du cheval magique, pour le remercier de l'avoir libéré de sa prison ; le thème de la veille sur la tombe du père est absent.

### Versions d'autres pays
Asbjørnsen et Moe ont inclus un conte apparenté, intitulé La Princesse sur la montagne de verre (Jomfruen på glassberget) dans leurs Contes populaires norvégiens. Ce conte a été repris, traduit en anglais, dans The Blue Fairy Book d'Andrew Lang. Une version polonaise, collectée par Hermann Kletke et intitulée en anglais The Glass Mountain (« La montagne de verre »), figure dans The Yellow Fairy Book.

## Caractéristiques de Sivko-Bourko

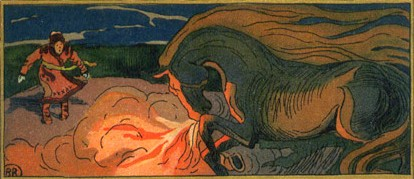
Sivka Bourka, vu par V.V. Vladimirov (carte postale).

Sivko-Bourko représente un auxiliaire surnaturel du héros. Il apparaît dans les contes de manière dramatique et très impressionnante. On l'invoque « en sifflant comme un serpent, en criant comme une bête » :

« "Sivko-Bourko, cheval bai, cheval mage !" Sivko-Bourko court, la terre tremble, de ses yeux jaillissent les flammes, de ses naseaux s'échappe la fumée. »

— Afanassiev, Contes populaires russes (trad. Lise Gruel-Apert)
La formule d'invocation contient habituellement une rime interne en russe : Sivko-Bourko, vechtchyï voronko, ou : Sivka-Bourka, vechtchaïa kaourka (« cheval prophétique moreau / alezan ») ; la formule semble ainsi primer la couleur réelle de la robe du cheval. Le héros ajoute fréquemment : Dresse-toi devant moi, comme la feuille devant l'herbe ! (Stan' peredo mnoï, kak list pered travoï!) Cette expression énigmatique est rendue par Lise Gruel-Apert par « comme l'arbre dans la plaine ». Elle est aussi interprétée comme « immédiatement, instantanément », ou « surgissant du néant », et est parfois utilisée plaisamment dans le langage courant actuel.
Étrangement, le héros a pour habitude d'entrer par une oreille du cheval, puis de ressortir par l'autre, ce qui lui confère une grande beauté et un aspect attirant,.

## Rapprochements avec le chamanisme

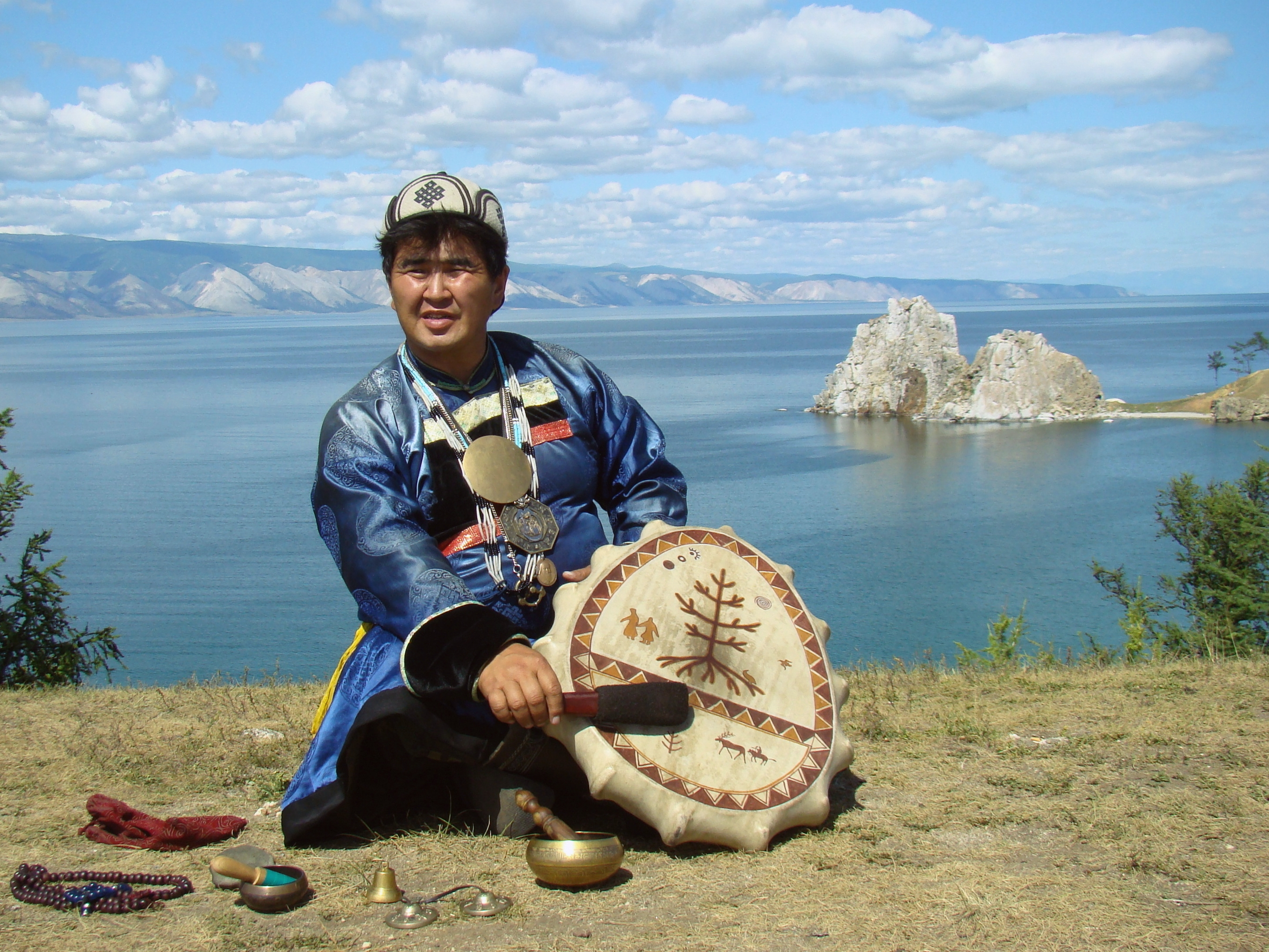
Chaman bouriate.

Mircea Eliade rappelle, dans son ouvrage Le chamanisme (voir Bibliographie) que dans la mythologie et le rituel chamaniques, le cheval est « un animal funéraire et psychopompe par excellence ». Il est utilisé par le chaman comme moyen d'atteindre l'extase, qui rend possible le voyage mystique. Selon l'auteur, c'est le caractère funéraire, et non infernal, qui domine la mythologie du cheval.
Eliade étudie aussi, en se basant sur Radlov, le sacrifice du cheval au cours de séances chamaniques sibériennes. Le chaman et ses assistants tuent un cheval en lui brisant la colonne vertébrale, puis « la peau et les os sont exposés suspendus à une longue perche », ce qui rappelle les mentions insistantes, dans les contes russes, de la « vieille rosse » écorchée par le héros, qui suspend ensuite sa peau à une haie ou une clôture.

## Sivko-Bourko dans la culture

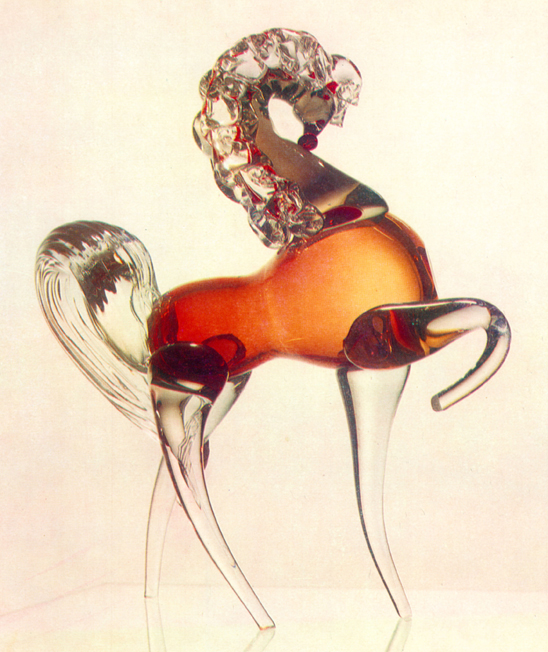
Sivka-Bourka, figurine en verre filé (V.S. Mouratov)

- Sivka-Bourka est le titre d'une chanson de Vladimir Vissotsky (1963) ;
- Sivka-Bourka est le titre d'une chanson de Mikhaïl Boïarski.